# Julia de Lazarevo
Julia o Juliana de Lazarevo (o Juliana de Múrom, nom secular Juliana Ustinovna Osorina) (1530 – 10 de gener del 1604) és una santa de l'Església Ortodoxa. Filla de Justin i Stefanida Nediurev, amb 16 anys es mullerà amb Iuri Osorin, propietari de la vil·la de Lazarevo, prop de Múrom. Visqué una vida recta, consagrada a ajudar la gent pobra i necessitada. Durant la fam a l'època del Tsar Boris vengué totes les seves possessions per comprar pa pels pobres. Va morir el 10 de gener de 1604 i fou canonitzada l'any 1614.